# ISO 3166-2:IR
Kódy ISO 3166-2 pro Írán identifikují 31 provincií (stav v roce 2015). První část (IR) je mezinárodní kód pro Írán, druhá část sestává ze dvou čísel identifikujících provincii.

## Seznam kódů
```
IR-00 Markazi (Arak)
IR-01 Gílán (Rascht)
IR-02 Mázandarán (Sari)
IR-03 Východní Ázerbájdžán (Täbris)
IR-04 Západní Ázerbájdžán (Orúmiych)
IR-05 Kermanšá (Bachtarán)
IR-06 Chúzestán (Ahvaz)
IR-07 Fars (
Šíráz
)
IR-08 Kermán (Kermán) 
IR-09 Razavi Chorásán (Mašhad)
IR-10 Isfahán (Isfahán)
IR-11 Balúčistán (Zehedán)
IR-12 Kurdistán (Zanandaš)
IR-13 Hamadán (
Hamadán
)
IR-14 Chahar Mahal-va-Bachtiari (Sahr Kord)
IR-15 Lurestán (Chorramabad)
IR-16 Ejlam (Ejlam)
IR-17 Kohgíluje a Bójer-Ahmad (Jasudž)
IR-18 Búšahr (Búšahr)
IR-19 Zandžán (Zandžán)
IR-20 Semnán (Semnán)
IR-21 Jazd (
Jazd
)
IR-22 Hormusgan (Bandare Abbás)
IR-23 Teherán (
Teherán
)
IR-24 Ardabil (Ardabil)
IR-25 Komm (Komm)
IR-26 Kazvin (Kazvin)
IR-27 Golestán (Gorgan)
IR-28 Severní Chorásán (Bodžnourd)
IR-29 Jižní Chorásán (Birdžand)
IR-30 Alborz (Karadž)
```